# قوانین آتلانتیک

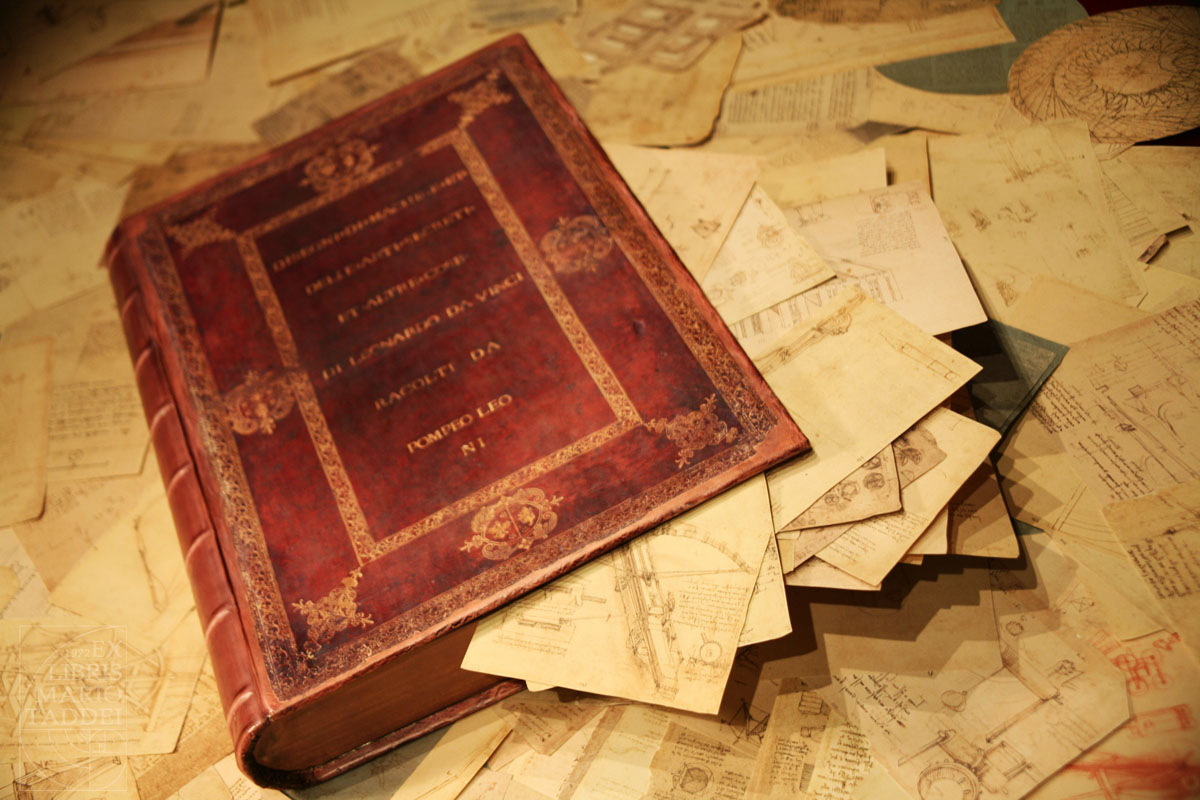
قوانین آتلانتیک.

قوانین آتلانتیک (به انگلیسی: Codex Atlanticus) مجموعه‌ای دوازده جلدی از نوشته‌ها و نقاشی‌های لئوناردو دا وینچی می‌باشد و حالتی اطلس‌وار دارد. این کتاب که متشکل از ۱٫۱۱۹ برگ است، بین سال‌های ۱۴۷۸ الی ۱۵۱۹ نوشته شده و موضوعاتی چون پرواز، جنگ‌افزارها، سازهای موسیقی، ریاضیات و گیاه‌شناسی را توضیح می‌دهد. این کتاب را پومپئو لئونی مجسمه‌ساز، پسر لئونه لئونی، در اواخر قرن ۱۶ام با تجزیهٔ چندین کتاب داوینیچی گرداوری کرده‌است. قوانین آتلانتیک هم‌اکنون در کتابخانه امبروسیانا میلان نگه‌داری می‌شود.

## تاریخچه
این کتاب توسط راهبان باسیلی که در آزمایشگاه بازیابی کتب خطی و باستانی سنت مری گروتافراتا بین سال‌های ۱۹۶۸ و ۱۹۷۲ ترمیم شد.
در آوریل ۲۰۰۶، کارمن بامباخ از موزه متروپولیتن نیویورک بر روی کتاب تهاجم گسترده‌ای از کپک‌ها در رنگ‌های مختلف از جمله سیاه، قرمز، بنفش و همچنین تورم صفحات را مشاهده نمود. جیانفرانکو راواسی، رئیس وقت کتابخانه امبروسیانا و رئیس کنونی شورای اسقفی فرهنگ در واتیکان، به موسسات حفاظتی ایتالیا در فلورانس هشدار داد. در اکتبر ۲۰۰۸، تشخیص داده شد که این رنگ‌ها بر اثر کپک ایجاد نشده‌اند بلکه دلیلشان نمک‌های جیوه‌ای است که برای محافظت کتاب در برابر کپک استفاده می‌شوند علاوه بر این، رنگ‌ها بر روی خود کتاب نبوده بلکه بر روی مقواهای محافظتی ظاهر شده‌اند.